# Statsmonopolkapitalism
Teorin om statsmonopolkapitalism är en marxistisk doktrin som blev vanligt förekommande i den socialistiska rörelsen efter andra världskriget. Termen syftar på det förhållande där staten intervenerar i ekonomin genom att skydda stora monopolistiska eller oligopolistiska näringsverksamheter från mindre företags konkurrens. Av antirevisionister, framförallt av maoister om Krustjevs och Brezjnevs Sovjet, används begreppet om den utveckling Sovjetunionen fick på ekonomins område efter Stalins död.